# Belgische Kamer van Vertalers en Tolken
De Belgische Kamer van Vertalers en Tolken (BKVT) is een Belgische beroepsvereniging die de belangen van vertalers en tolken behartigt. De BKVT werd als vereniging zonder winstoogmerk opgericht op 16 april 1955 te Brussel. De vereniging telde in 2015 444 leden. De Kamer werkt eraan het beroep en de erkenning van de specifieke vaardigheden en capaciteiten van vertalers en tolken in België te bevorderen. Het is de bedoeling om spelers en gebruikers van vertaal- en tolkdiensten meer bewust te maken van het belang van kwaliteit en verantwoordelijkheid.
Als aangewezen aanspreekpunt voor iedereen die vertaal- en tolkdiensten aanlevert voor de overheid en voor de rechtbanken, is de Kamer sinds 1956 lid van de International Federation of Translators (FIT).